# Папа Иноћентије III
Папа Иноћентије III (Innocent - Невини; рођен као Lotario de' Conti di Segni; 1161 — 1216), покретач IV крсташког рата; уздигао моћ римокатоличке цркве и први од римских папа изрекао начело да су папе божји намесници на земљи; водио катарски крсташки рат против албижана у јужној Француској (1209—1229); озваничио Инквизицију (1215) и први почео продају индулгенција.
Иноћентије је увелико проширио обим крсташких ратова, усмеравајући крсташке ратове против муслиманске Иберије и Свете земље, као и Албижански крсташки рат против Катара у јужној Француској. Организовао је Четврти крсташки рат 1202–1204, који се завршио пљачком Цариграда. Иако је напад на Цариград био против његових експлицитних наређења, а крсташи су касније екскомуницирани, Иноћентије је невољно прихватио овај резултат, видећи у њему вољу Божију да поново уједини Латинску и Источну православну цркву. У том случају, пљачка Цариграда и каснији период франкократије појачали су непријатељство између латинске и грчке цркве. (Византијско царство је обновљено 1261. године, али никада није повратило пређашњу снагу и коначно је пало 1453. године.)

## Биографија
Рођен је 1161, а преминуо 16. јуна 1216. у Перуђи, Италија.
Лотарио 1181. године долази у Рим, где је обављао разне поверљиве црквене дужности. За папу је изабран 1198. Проглашава супремацију духовне над свјетовном влашћу. Године 1202. у були "Venerabilem" меша се у избор цара између претендената Филипа Швапског и Отона. Вукан Немањић и овај папа организују Диоклејски црквени сабор. Покреће IV крсташки рат у коме 24. новембра 1202. тешко страда Задар. Сведочи пад Византије 1204. године и оснивање Латинског царства.
Папа Иноћентије III 11. октобра 1202. од угарског краља Емерика тражи да очисти земљу Босну од јеретика (патарена). У успех Иноћентија III на Балкану спада и Билинопољска изјава и одрицање бана Кулина од јереси 1203. године.
Године 1209. доноси почетну регулу реда св. Фрање у којој истицањем јеванђеоског сиромаштва настоји предупредити пропаганду катара против богатства цркве. Такође потврђује ред светог Доменика, намењен обраћању јеретика речју, инквизицијом и ломачом. Заговара катарски крсташки рат у Јужној Француској који пустоши цветајућу земљу од 1209. до 1229. године.
Увређен уплитањем Отона IV у поседе баштине св. Петра и његовом намером да освоји Сицилијанско краљевство, папа Иноћентије III је екскомуницирао цара и против њега је покренуо Тосканску и Ломбардску лигу. Папа је фаворизовао кандидатуру сицилијанског краља Фридриха Швапског на царску позицију.
Круну његових напора представља IV Латерански сабор (концил) који 1215. легализује нове редове и инквизицију. И Бугарска и Србија се окрећу од слабе Византије према папи Иноћентију III. Ту оријентацију касније неко време следи Немањин син Стеван Првовенчани, који од папе Хонорија III добија краљевску круну.
Готово слеп, Иноћентије III умире 1216. године.

### Младост
Лотарио де Конти је рођен у Гавињану, Италија, близу Анања. Његов отац, гроф Тразимондо од Сењи, био је члан познате куће, Конти ди Сењи (Грофови од Сењија), која је дала девет папа, укључујући Гргура IX, Александра IV и Иноћентија XIII. Лотарио је био нећак папе Климента III; његова мајка, Клариса Скоти (Романи де Скоти), била је из исте племићке римске породице.
Лотарио је своје рано образовање стекао у Риму, вероватно у бенедиктинској опатији Свети Андреа ал Челио, код Петра Исмаила; он је студирао теологију у Паризу код теолога Петра од Поатјеа, Мелиора из Пизе и Петра од Корбеја, и (евентуално) јуриспруденција у Болоњи, према Гести (између 1187. и 1189. године). Као папа, Лотарио је требало да игра главну улогу у обликовању канонског права кроз саборне каноне и декретална писма.
Убрзо након смрти Александра III (30. августа 1181) Лотарио се вратио у Рим и обављао разне црквене дужности током кратких владавина Луција III, Урбана III, Гргура VIII и Клемента III, рукоположен у ипођакона од Григорија VIII и достигавши чин кардинала-свештеника под Клементом III 1191.
Као кардинал, Лотарио је написао De miseria humanae conditionis (О беди људског стања). Дело је било веома популарно вековима, и сачувано у више од 700 рукописа. Иако се никада није вратио комплементарном делу које је намеравао да напише, О достојанству људске природе, Бартоломео Фацио (1400–1457) је преузео задатак писања De excellentia ac praestantia hominis.

### Избори за папство
Целестин III је умро 8. јануара 1198. Пре своје смрти, позвао је Колегиј кардинала да изабере Ђованија ди Сан Паола за свог наследника, али је Лотарио де Конти изабран за папу у рушевинама древног Септизодијума, у близини циркуса Максимуса у Риму, након само два гласања на дан када је Целестин III умро. Он је тада имао само тридесет седам година. Узео је име Иноћентије III, можда као референца на свог претходника Иноћентија II (1130–1143), који је успео да потврди власт папства над царем (за разлику од недавне политике Целестина III).

### Поновно потврђивање папске моћи
Као папа, Иноћентије III је почео са веома широким осећањем своје одговорности и свог ауторитета. Током владавине Иноћентија III, папство је било на врхунцу моћи. Сматран је за најмоћнију личност у Европи у то време. Године 1198. Иноћентије је писао префекту Ацербију и племићима Тоскане изражавајући своју подршку средњовековној политичкој теорији сунца и месеца. Његово папство је потврдило апсолутни духовни ауторитет своје функције, уз поштовање световне власти краљева.

## Радови
Његова латинска дела укључују О беди људског стања, трактат о аскетизму који је Иноћентије III написао пре него што је постао папа, и О светој тајни олтара, опис и егзегезу литургије.
- „О јереси: Писмо архиепископу Аушком, 1198.“
- „О лихварству: Писмо француским бискупима, 1198.“
- „О црквеној независности/Десетници: Писмо епископу, 1198.
- „О крсташком рату и трговини са Сараценима: Писмо Млечанима, 1198.
- „О Јеврејима: Декрет из 1199.“[18]

## Рефернце
1. ↑  „Pope Innocent III (Lotario dei conti di Segni) [Catholic-Hierarchy]”. www.catholic-hierarchy.org. Приступљено 6. 1. 2021.
2. ↑  Moore 2003, стр. 102-134.
3. ↑  „Pope Innocent III”. Приступљено 17. 4. 2013.
4. ↑  „Josip Vrandečić, Crkva bosanska i Crkva dalmatinska: Srednjovjekovna hereza u Dalmaciji”. Приступљено 17. 4. 2013.
5. 1 2 3  „Catholic Encyclopedia: Pope Innocent III”. Newadvent.org. 1. 10. 1910. Приступљено 17. 2. 2010.
6. ↑  Williams 1998, стр. 25.
7. ↑  Jane Sayers, Innocent III: Leader of Europe 1199–1216 London 1994, p. 17
8. ↑  Jane Sayers, Innocent III: Leader of Europe 1199–1216 London 1994, p. 18
9. ↑  Jane Sayers, Innocent III: Leader of Europe 1199–1216 London 1994, p. 21
10. ↑  Innocentius III. On the misery of the human condition, De miseria humane conditions. Open Library. OL 21246851M.
11. 1 2  Moore, John C. (1981). „Innocent III's 'De Miseria Humanae Conditions: A Speculum Curiae?'”. The Catholic Historical Review. 67 (4): 553—564. JSTOR 25021212.
12. ↑  „LOTARIO DEI CONTI DEI SEGNI [POPE INNOCENT III], De miseria humanae conditionis [On the Misery of Human Condition] In Latin, manuscript on parchment likely Italy, c. 1250” (PDF). Les Enluminures, Ltd. 2006. Архивирано из оригинала (PDF) 17. 5. 2013. г. Приступљено 13. 1. 2011.
13. ↑  Schmitt, C. B. (1988). The Cambridge history of Renaissance. Cambridge University Press. ISBN 9780521397483. Приступљено 17. 2. 2010 — преко Google Books.
14. ↑  See Julien Théry-Astruc, "Introduction", in Innocent III et le Midi (Cahiers de Fanjeaux, 50), Toulouse, Privat, 2015, pp. 11–35, at pp. 13–14.
15. ↑  Civilization in the West, Kishlansky, Geary, O'Brien, Volume A to 1500, Seventh Edition, p. 278
16. ↑  Medieval Sourcebook: Innocent III: Letters on Papal Polices Архивирано на веб-сајту  (14. август 2014). Fordham.edu
17. ↑  Muldoon, J. (1999). Empire and Order: The Concept of Empire, 800–1800. Springer. стр. 81. ISBN 9780230512238.
18. ↑  Medieval Sourcebook: Innocent III: Letters on Papal Polices. Fordham.edu